# 南部バプテスト神学校
南部バプテスト神学校（SBTS: Southern Baptist Theological Seminary）はケンタッキー州ルイビルにある神学校である。この学校は南部バプテスト連盟に加盟している6つの神学校の中で最古であり、1859年にサウスカロライナ州グリーンビルで創設され、最初はファーマン大学のキャンパス内にあった。南北戦争中に閉鎖された後、1877年にルイビルのダウンタウンに新しく建設されたキャンパスに移り、後に現在のケンタッキー州ルイビル市クレセントヒル地区に移動した。南部バプテスト神学校は50年以上にわたり世界最大の神学校のひとつであり、2017年時点での学生数は5,489人。

## 南部バプテスト連盟に加盟している6つの神学校
- 南部バプテスト神学校,ケンタッキー州ルイビル(1859年にサウスカロライナ州グリーンビルに創立)

- サウスウェスタン(南西部)バプテスト神学校, テキサス州フォートワース (1901年創立のテキサス州ウェイコのベイラー大学神学部に由来し、1908年フォートワースに創立)

- ニューオーリンズ バプテスト神学校, ルイジアナ州ニューオーリンズ (1916年にニューオーリンズのバプテスト聖書神学校として創立)

- ゲイトウェイ神学校, カリフォルニア州オンタリオ (1944年にカリフォルニア州オークランドに創立)

- サウスイースタン(南東部)バプテスト神学校, ノースカロライナ州ウェイクフォレスト (1950年創立)

- ミッドウェスタン(中西部)バプテスト神学校, ミズーリ州カンザスシティ (1957年創立)

## 関係者

### 歴代学長
1. ジェームス・ペティグル・ボイス (1888)
2. ジョン・アルバート・ブローダス (1888–1895)
3. ウィリアム・ヘス・ウィットサイット (1895–1899)
4. エドガー・ヤング・マリンズ (1899–1928)
5. ジョン・リチャード・サンピー (1929–1942)
6. エリス・アダムス・フラー (1942–1950)
7. デューク・キンブロー・マッコール (1951–1982)
8. ロイ・リー・ハニーカット (1982–1993 )
9. R. アルバート・モーラー Jr. (1993–現在)

### 著名な卒業生
- ジェイソン K. アレン、中⻄部バプテスト神学校学⻑ 2012-

- チャールズ・C・ボールドウィン、⽶国空軍司牧⻑ 2004-2008

- レジナルド・ビビー、社会学者

- ラバーン・バトラー、ルイビルの9th＆Oバプテスト教会牧師1969-1988年、メイフィールドのミッド・コンチネント⼤学学長1988-1997、1970年代から1980年代における南部バプテスト連盟の保守的復活のリーダー

- ダグラス・カーヴァー、⽶国陸軍のチーフ牧師2007-2011

- クリス・クラーク、ケンタッキー州および近隣州における乗⾺コミュニティへの宣教師

- W A クリズウェル、テキサス州ダラスのファースト・バプテスト教会の牧師。南部バプテスト連盟の元会⻑（1969-1970）

- ミゲルA・デ・ラ・トレ、ヒスパニックの宗教的⽣活の著者、コロラド州デンバーのイリフ神学校の社会倫理学教授1999-存在

- マーク・デバー、キャピトルヒル・バプテスト教会の牧師。有名な講演者、著者、神学者

- アムジ・ディクソン、イリノイ州シカゴのムーディー教会牧師（1906-1911）、ロンドン、メトロポリタン・タバナクル牧師（1911-1919）

- デイヴィッド P. ガッシー、キリスト教の倫理学者、歴史家、ホロコーストの学者

- ポール R. ハウス、学者、著者、および神学校教授

- ベン・キャンベル・ジョンソン、コロンビア神学校の名誉教授、著者

- クラレンス・ジョーダン、コイノニア農場の創設者であり、新約聖書を南部の⼈権時代の俗語を使ってコットン・パッチ版に翻訳したギリシャ語学者

- R T ケンダル、ロンドン、ウェストミンスターチャペルの元牧師1977-2002

- デビッド・ゴードン・リヨン、ハーバード神学校学⻑、ユダヤ博物館の創設館長

- ジェームズ・メリット、元南部バプテスト連盟会⻑（2000-2002年）

- グラディー・ナット、宗教的ユーモア作家、国⺠的テレビ⼈格; 1982年に飛行機事故で死亡

- Luis G. Pedraja、ラテン系神学者、哲学者、著者、学者、教育者

- シセロ・ワシントン・プルーイット、中国北部への宣教師

- ブロンソン・レイ、南バプテスト連盟の海外宣教委員会の事務局⻑（1928-1932）

- ウィリアム・ベル・ライリー、世界キリスト教協会創設者

- リー・ロブソン、テネシー・テンプル⼤学の創設者、南バプテスト・フェローシップの有⼒リーダー、テネシー州チャタヌーガのハイランド・パーク・バプティスト教会の前牧師

- グレゴリー・アラン・ソーンベリー、 ニューヨーク市キングスカレッジの学長（2013年〜現在）

- ジェフ・ストルッカー、牧師、著者、元⽶軍レンジャー牧師

- エド・ステッツァー、著者、講演者、牧師、キリスト教の宣教学者

- エドウィン・O・ウェア、シニア、ルイジアナ州パインヴィルのルイジアナ⼤学の初代学⻑

- ジェームス・エメリー・ホワイト、牧師、著者、神学教授

- スティーブ・ウィリス、牧師、健康活動家

- ブライアント・ライト、牧師、2010年から2011年までの南部バプテスト連盟の会⻑

### 日本に関係する卒業生
- チャールズ・ドージャー、1879-1933、アメリカ合衆国出身の宣教師、教育者。西南学院創設者

- 清水実、1930-1990 平尾バプテスト教会元牧師

- 瀬戸毅義、1940-、筑紫野南キリスト教会牧師

- 金丸英子、1959-、西南大学神学部教授　Master of Divinity 1991年

- 河野信一郎、1966-、大久保バプテスト教会牧師

- 渡辺聡、東京バプテスト教会ミニストリー担当牧師。青山学院大学非常勤講師(宗教社会学)

- 林 ジョナサン 　 牧師、カウンセラー、doctoral degree in biblical counseling 2020